# Paranthropus robustus
Paranthropus robustus (hoặc Australopithecus robustus) là một Hominin sớm, ban đầu được phát hiện ở Nam Phi vào năm 1938. Các tính năng sọ Riêng về, sự phát triển của P. robustus dường như trong sự chỉ đạo của một "phức tạp nặng nhai". Trên tài khoản của những đặc điểm dứt khoát liên quan đến dòng này "mạnh mẽ" của australopithecine, nhà nhân chủng học Robert Broom thành lập các chi Paranthropus và đặt loài này ở trong đó.